# Relaciones Indonesia-Serbia
Las relaciones entre Indonesia y Serbia se establecieron en 1954, el marco legal fue heredado de la era yugoslava. Indonesia tiene una embajada en Belgrado y Serbia tiene una embajada en Yakarta. Ambas naciones son las fundadoras del Movimiento de Países No Alineados.

## Historia

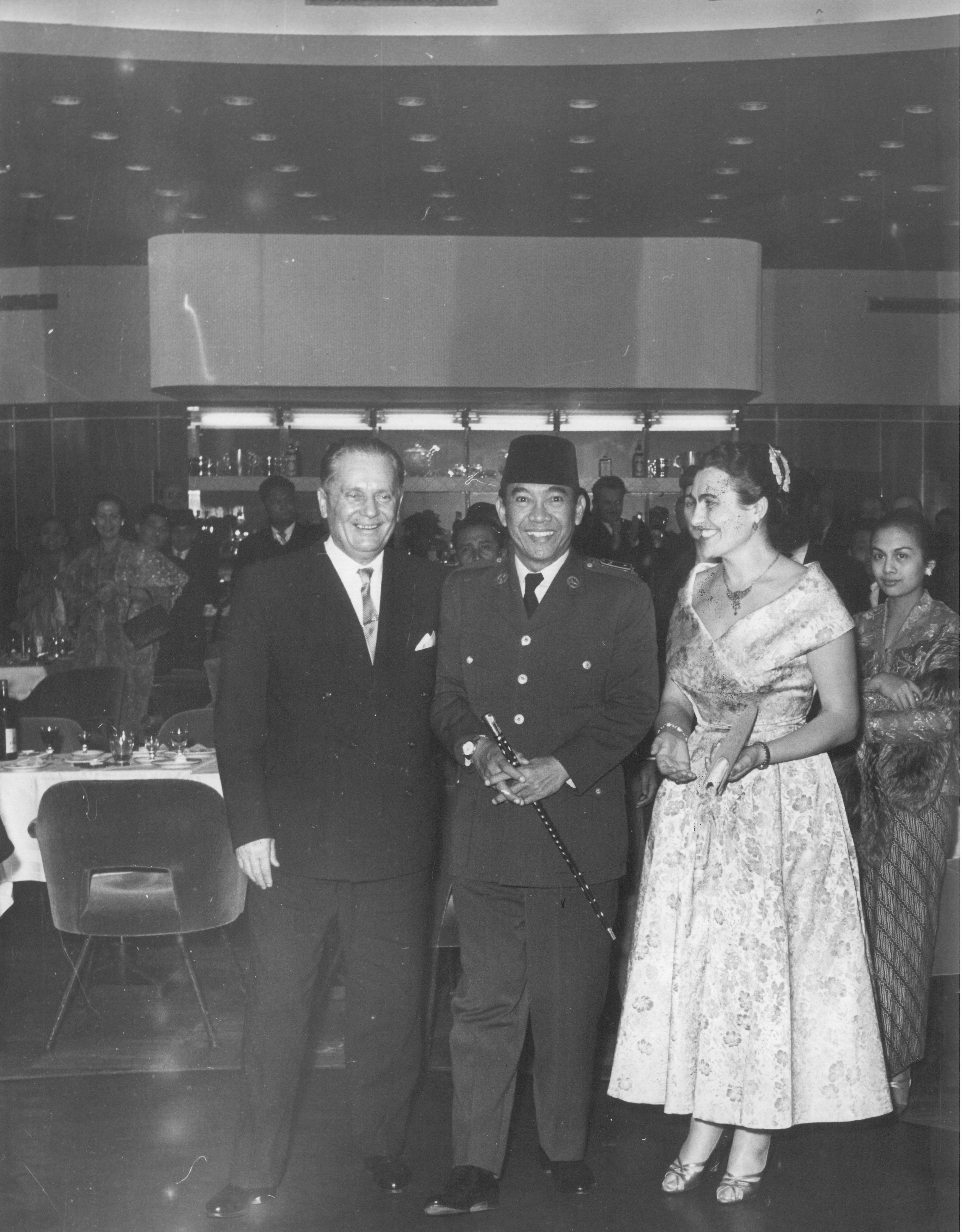
El mariscal Tito reunido con Sukarno en Belgrado (1961).

Las relaciones bilaterales se establecieron oficialmente en 1954. Los vínculos políticos históricos entre Indonesia y Serbia fueron el Movimiento No Alineado. El primer presidente indonesio Sukarno y el presidente yugoslavo Josip Broz Tito fueron los padres fundadores del Movimiento No Alineado en 1961.
En 1961, el presidente de Yugoslavia, Josip Broz Tito se reunió en Belgrado con Gamal Abdel Nasser, presidente de Egipto, Haile Selassie I, Emperador de Etiopía, Nehru, Primer Ministro de la India, Hồ Chí Minh, presidente de Vietnam del Norte y Ahmed Sukarno, presidente de Indonesia.
En 1959, el presidente Tito Visito Yakarta y en 1961, Sukarno realizó una Visita de Estado a Belgrado. Al igual en 1975 el presidente de Indonesia, Suharto visitó Yugoslavia, donde fue recibido por el presidente Tito.
Después de la disolución de Yugoslavia , seguida por la Guerra de Bosnia en 1992-1995, las relaciones bilaterales alcanzaron el nivel más bajo, ya que Indonesia, como el país poblado por musulmanes más grande del mundo, condenó el crimen de limpieza étnica basado en la raza y la religión Bosniaks cometidos por los serbios. Algunos de los musulmanes indonesios compartieron y demostraron la solidaridad con los bosnios musulmanes.
Las relaciones bilaterales volvieron a la normalidad en la década de 2000. En 2008, Indonesia apoya la integridad nacional de Serbia al no reconocer la independencia de Kosovo de Serbia. Sin embargo, Indonesia ha instado a Serbia a que siempre siga el camino pacífico a través del diálogo para resolver los conflictos y abordar los problemas separatistas en Kosovo.

## Actualidad
El valor comercial bilateral en 2004 fue de US $ 15 000 000 y aumentó a US $ 50 000 000 en 2008. En 2012, el valor del comercio bilateral entre Indonesia y Serbia ascendió a US $ 40,9 millones. La balanza comercial está fuertemente a favor de Indonesia, con 33,9 millones de dólares en exportaciones de Indonesia a Serbia, mientras que la exportación de Serbia asciende a 7 millones de dólares. Las exportaciones indonesias a Serbia incluyen productos textiles y agrícolas, mientras que las exportaciones serbias a Indonesia incluyen maquinaria, productos químicos y artículos de salud.
La cooperación también incluye otros sectores, como el turismo y la cultura. Para conmemorar el 60 ° aniversario de las relaciones bilaterales entre Indonesia y Serbia, se realizó una Noche Cultural de Indonesia durante la 36 ° Feria Internacional de Turismo en Belgrado, el 25 de febrero de 2014. La presentación cultural de danzas tradicionales de Indonesia, exposición y desfile de modas de batik.
- Datos: Q17055754